# Georg Friedrich Parrot

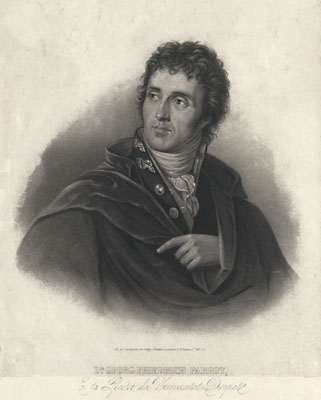
Georg Friedrich Parrot

Georg Friedrich Parrot (* 5. Juli 1767 in Mömpelgard; † 8. Julijul. / 20. Juli 1852greg. in Helsinki) war ein im Gouvernement Livland tätiger Physiker und Universitätsprofessor.

## Leben
Georg Friedrich Parrot war schottisch-französischer Herkunft. Sein Vater war ein angesehener Chirurg und Bürgermeister. Georg Friedrich Parrot besuchte von 1782 bis 1786 im Herzogtum Württemberg die Hohe Karlsschule. 1786 erhielt er eine Stellung als Hauslehrer bei der Familie d'Héricy in Caen, 1795 dasselbe bei Karl Graf von Sievers  für seine Söhne auf dem Schloss in Wenden. Von 1796 bis 1801 war er Sekretär der 1796 in Riga gegründeten Livländischen gemeinnützigen und ökonomischen Sozietät. 1801 wurde er an der Albertus-Universität Königsberg zum Dr. phil. promoviert. Maßgeblich beteiligt war er 1801/02 an der Gründung der Kaiserlichen Universität Dorpat durch Kaiser Alexander I. Seit dem Besuch des Kaisers in Dorpat im Mai 1802 stand er mit ihm in freundschaftlicher Beziehung. Die Universität Dorpat war die einzige deutschsprachige und lutherische Universität ganz Russlands. Parrot hatte Anteil daran, dass die Universität von der Livländischen Ritterschaft unabhängig blieb. Er setzte sich besonders für die Selbstverwaltung der Universität und für  die Freiheit der Lehre ein. Parrot schlug dem russischen Zaren Alexander I. auch die Abschaffung der Leibeigenschaft vor.
Von 1802 bis 1826 bekleidete Parrot das Amt eines ordentlichen Professors für Theoretische Physik und Experimentalphysik an der Universität Dorpat. Er war der erste Rektor der wiedergegründeten Hochschule. Parrot amtierte in den akademischen Jahren 1802/03, 1805/06 und 1812/13. Parrot wurde 1808 korrespondierendes Mitglied der Bayerischen Akademie der Wissenschaften, 1813 assoziiertes Mitglied der Königlich Niederländischen Akademie der Wissenschaften und 1826 ordentliches Mitglied der Petersburger Akademie der Wissenschaften, an der er von 1826 bis 1840 als Leiter des physikalischen Laboratoriums tätig war. 1840 wurde er Ehrenmitglied der Akademie. Er wurde für seine Arbeiten zur elektrischen und optischen Physik bekannt. Daneben forschte er über die physikalischen Eigenschaften von Flüssigkeiten und über meteorologische Themen. Hochbetagt starb er 1852 während einer Reise nach Helsinki. Ein Sohn ist der deutschbaltische Arzt und Physiker Friedrich Parrot (1791–1841).